# Euselasia chirone
Euselasia chirone är en fjärilsart som beskrevs av William Chapman Hewitson 1874. Euselasia chirone ingår i släktet Euselasia och familjen Riodinidae. Inga underarter finns listade i Catalogue of Life.